# Alfoz de Toro
Die Comarca Alfoz de Toro ist eine der zwölf Comarcas in der Provinz Zamora der autonomen Gemeinschaft Kastilien und León.
Sie umfasst 20 Gemeinden auf einer Fläche von 817,91 km² mit dem Hauptort Toro.

## Gemeinden
| Gemeinde              | Einwohner (2024) | Fläche km² | Dichte Einw./km² | Cod INE | Postleitzahl |
| --------------------- | ---------------- | ---------- | ---------------- | ------- | ------------ |
| Abezames              | 60               | 23,26      | 3                | 49002   | 49834        |
| Aspariegos            | 225              | 42,16      | 5                | 49016   | 49124        |
| Bustillo del Oro      | 79               | 15,36      | 5                | 49030   | 49831        |
| Fresno de la Ribera   | 342              | 13,13      | 26               | 49076   | 49590        |
| Fuentesecas           | 44               | 14,61      | 3                | 49083   | 49833        |
| Gallegos del Pan      | 116              | 15,66      | 7                | 49086   | 49539        |
| Malva                 | 100              | 27,33      | 4                | 49107   | 49832        |
| Matilla la Seca       | 36               | 12,13      | 3                | 49114   | 49590        |
| Morales de Toro       | 919              | 53,45      | 17               | 49129   | 49810        |
| Peleagonzalo          | 294              | 13,29      | 22               | 49147   | 49880        |
| Pinilla de Toro       | 184              | 24,36      | 8                | 49156   | 49850        |
| Pozoantiguo           | 190              | 37,32      | 5                | 49163   | 49835        |
| Toro                  | 8.369            | 324,79     | 26               | 49219   | 49800        |
| Valdefinjas           | 59               | 16,30      | 4                | 49228   | 49882        |
| Venialbo              | 431              | 42,05      | 10               | 49234   | 49153        |
| Vezdemarbán           | 439              | 47,89      | 9                | 49235   | 49840        |
| Villalonso            | 79               | 14,90      | 5                | 49249   | 49860        |
| Villalube             | 147              | 39,95      | 4                | 49251   | 49539        |
| Villardondiego        | 127              | 24,35      | 5                | 49267   | 49871        |
| Villavendimio         | 156              | 15,62      | 10               | 49270   | 49870        |
| Comarca Alfoz de Toro | 12.396           | 817,91     | 15               | –       | –            |